# Јабука раздора
Јабука раздора је језгро или срж свађе, или мала ствар која би могла довести до већег спора. 
То је референца на Златну јабуку раздора у причи о Парисовом суду која је, према грчкој митологији, била оно што је богиња Ерида (Ἔρις“) бацила усред гозбе богова на венчању Пелеја и Тетиде као награду за лепоту, што је изазвало спор између Хере, Атине и Афродите који је на крају довео до Тројанског рата. 
Када је богиња Ерида бацила јабуку, Зевс је наредио да се сукобљене богиње смртнику Парису да он одлучи која је најлепша. Парису, сину тројанског краља Пријама, заинтересоване богиње су обећавале различите награде, истичући при том своје врлине и могућности. Парис се није много колебао. Између величине и славе, на једној, и љубави, на другој страни, определио се за љубав, тј. за лепу Хелену. Зато је прогласио Афродиту најлепшом и предао јој златну јабуку, изазвавши тиме срџбу осталих двеју богиња – Хере и Атине. Афродита је испунила дато обећање: Парис и Хелена су се срели и заволели. Парис је, уз Хеленин пристанак, извршио отмицу и одвео је са собом. Због тога је букнуо Тројански рат, коме је узрок била Еридина златна јабука или јабука раздора.

## Употреба деривата
Римска богиња која одговара грчкој богињи Ерис названа је Дискордија (discord - раздор). 
У округу Ешампле у Барселони налази се блок зграда који се на шпанском зове La manzana de la discordia ( кат. Illa de la Discòrdia). Разлог за ову употребу је тај што реч manzana значи и "јабука" и "градски блок" на шпанском. Назван је тако („блок раздора“) јер садржи четири различите интерпретације модернистичке архитектуре: Кућа Батљо Антонија Гаудија, Кућа Лео Морера Луиса Доменека и Мунтанера, Кућа Аматлер Јосефа Пуга и Кадафала и Анрик Сагниерова Кућа Мулерас.

## „За најлепшу“
У неким каснијим изворима, Ерис је уписивала на јабуку „за најлепшу“  или „најлепшој“ пре него што је баци. Најпопуларнија верзија натписа је ΤΗΙ ΚΑΛΛΙΣΤΗΙ (стгрч. τῇ καλλίστῃ     , грч. τη καλλίστη; „за/најлепшу“).  Καλλίστῃ је датив једнине суперлатива женског рода од καλός , "лепа". У латинским изворима реч је formosissima. 